# Epanaphe nigripicta
Epanaphe nigripicta is een vlinder uit de familie tandvlinders (Notodontidae), onderfamilie processievlinders (Thaumetopoeinae). De wetenschappelijke naam van deze soort is voor het eerst geldig gepubliceerd in 1924 door Hulstaert.
De soort komt voor in tropisch Afrika.